# Züssow
Züssow (pol. Suszów, Okorzyn) – gmina w Niemczech, w kraju związkowym Meklemburgia-Pomorze Przednie, w powiecie Vorpommern-Greifswald, siedziba Związku Gmin Züssow.  

## Współpraca
- Westerrönfeld, Szlezwik-Holsztyn[4]